# Beat Saber
Beat Saber  ist ein Musikspiel des tschechischen Spieleentwicklers Beat Games, das am 1. Mai 2018 im Early Access auf der Plattform Steam für Windows erschien und die Virtual-Reality-Geräte Oculus Rift, Oculus Quest und HTC Vive unterstützt. Am 20. November 2018 wurde eine erweiterte Version mit neuen Songs und Spielmodi für die PlayStation 4 herausgegeben, welche das Head-Mounted Display von PlayStation VR nutzt. Das Entwicklerstudio und die Rechte am Spiel wurden, wie im November 2019 bekannt wurde, von Facebook Inc. (heute: Meta Platforms) übernommen und in Oculus Studios (heute: Reality Labs) eingegliedert.
Beat Saber hat auf dem PC eine sehr ausgeprägte Modding-Szene, welche Benutzer oder KI-generierte Lieder sowie zahlreiche Änderungen am Spiel erlaubt.

## Spielprinzip
Beat Saber ist ein Rhythmus-betontes Musikspiel für Virtual-Reality-Geräte, in dem der Spieler im Takt der Musik farbige Würfel zerhacken soll, welche in unterschiedlicher Geschwindigkeit aus dem Hintergrund auftauchen. Dazu nutzt der Spieler zwei Lichtschwerter in unterschiedlichen Farben (z. B. blau und rot) und muss die Würfel mit der korrespondierenden Farbe im richtigen Augenblick treffen und zerteilen. Abhängig vom Spielmodus ist dabei meist auf die Schlagrichtung zu achten, die auf dem Würfel mit einem Pfeil angezeigt wird. Für volle Punktzahl muss der Spieler 100 Grad weit ausholen und den Schlag 60 Grad weiter fortführen. Erschwert wird das Spiel durch anfliegende Bomben, welche nicht getroffen werden dürfen und Hindernisse, denen der Spieler ausweichen muss, indem er sich duckt oder zur Seite geht. Jeder Treffer des farblich passenden Würfels im Takt der Musik wird mit Punkten belohnt und der Highscore in einer globalen Bestenliste gespeichert. Das Konzept wird als eine Mischung aus dem Spielprinzip von Guitar Hero oder Rock Band und Fruit Ninja verglichen und als einfach zu erlernen und gleichzeitig berauschend beschrieben.
Gesteuert wird das Spiel mit den Eingabegeräten von Oculus Rift, Oculus Quest und HTC Vive oder auf der PlayStation 4 mit den PlayStation-Move-Controllern. Die Musik, die dem Genre Elektronische Tanzmusik zuzuordnen ist und laut Testberichten Ohrwurmcharakter hat, wurde eigens für das Spiel von dem Musiker Jaroslav Beck komponiert. Neben den zehn in der Grundversion des Spiels enthaltenen Songs, wird das Repertoire durch Erweiterungspacks, die auch Musiktitel anderer Stilrichtungen enthalten, regelmäßig vergrößert.

### Spielmodi
Eine Übersicht der verschiedenen Spielmodi.
| Name               | Spielprinzip                                                                     |
| ------------------ | -------------------------------------------------------------------------------- |
| Einzelspielermodus | Gespielt wird mit zwei Lichtschwertern und Würfeln in den Farben rot und blau.   |
| Mehrspielermodus   | Online Mehrspielermodus                                                          |
| Partymodus         | Mehrere Spieler bestreiten abwechselnd ein Level.                                |
| Übungsmodus        | Das Spiel kann verlangsamt werden, um schwierige Stellen zu trainieren.          |
| One Saber          | Der Spieler verfügt nur über ein Lichtschwert.                                   |
| No Arrows          | Die Würfel können aus einer beliebigen Richtung zerteilt werden.                 |
| 90°                | Die Würfel nähern sich aus verschiedenen Richtungen innerhalb eines 90°-Sektors. |
| 360°               | Die Würfel nähern sich aus allen Richtungen.                                     |

#### Mehrspielermodus
Am 13. Oktober 2020 hat der Entwickler einen Mehrspieler-Modus veröffentlicht. Seitdem ist es möglich, die Lieder in Beat Saber mit bis zu vier Freunden zusammen zu spielen. Dazu kann eine Spielelobby erstellt oder einer bestehenden beigetreten werden. Die Zuweisung zu einer Lobby erfolgt wahlweise zufällig oder gezielt über einen Spielecode.
In der Spielelobby sind die einzelnen Spieler im Kreis ausgerichtet. Hier kann nun jeder ein eigenes Lied vorschlagen oder warten, bis der Hoster ein Lied ausgewählt hat. Diese Lieder können auch, genau wie im Einzelspieler-Modus mit verschiedenen Mods ausgestattet werden. Sobald ein Lied ausgewählt wurde startet ein Countdown, der beschleunigt werden kann, sobald alle Spieler sich „bereit“ erklären.
Je nach Spieleranzahl ist die Aufstellung innerhalb des Spiels dann unterschiedlich. Entweder man steht sich gegenüber (2 Spieler) oder in einer Dreiecks (3 Spieler) oder Vierecks (4 Spieler) Formation. Der Spieler mit den meisten Punkten wird groß vor allen Spielern projiziert. Diese Funktion kann jedoch auch deaktiviert werden. Spieler, die innerhalb des Liedes „failen“ (es nicht schaffen, das Lied zu beenden) haben die Chance die Mitspieler von Plattformen aus zu beobachten. Dabei ist die Auswahl zwischen dem „Grand Stand“ (allgemeine Ansicht) und den einzelnen Spielern möglich.

### Plugins und Mods
Neben den Standard-Liedern, die mit dem Kauf des Spiels in jeder Version mitgeliefert werden, gibt es auch einen großen Teil an Liedern, die käuflich sind, um die eigene Musik-Bibliothek zu erweitern. Dazu gehören Stücke von bekannten Artists wie Imagine Dragons, Panic! At The Disco, Green Day, Timbaland, Linkin Park und BTS. Neben diesen von den Machern vorgestellten Musiktiteln gibt es aber (dank der großen Beatsaber-Community) auch eine große Auswahl an allen möglichen Titeln, die durch sog. Plugins erhältlich sind. Damit erweitert man seine eigene Musikauswahl und kann auch neue Hits oder alte Klassiker spielen, vorausgesetzt diese wurden von einzelnen Community-Mitgliedern „gemappt“ (zum Spielen angepasst; rhythmisches Setzen der farbigen Würfel).
Diese sog. Custom Maps sind dabei nicht von den Machern von Beat Saber abgesegnet, sondern lediglich ein Beitrag einzelner Spieler. Beat Games distanziert sich von allen möglichen Mods, da das Einpflegen individueller Lieder eine rechtliche Grenze durchbricht, bei der man die verschiedenen Künstler nicht honoriert und ungefragt ihre Lieder nutzt.
Neben Custom Maps sind auch weitere verschiedene Mods für Beat Saber erhältlich, die, je nach Inhalt, entweder durch Installer oder eigenes verschieben der Dateien einzupflegen sind. Man unterscheidet zwischen Plugins, die rein das äußerliche des Spiels anpassen (kosmetische Änderungen) und Plugins, die direkten Einfluss auf das Spiel und die Performance nehmen. Beispiele zu kosmetischen Mods sind Custom Avatare (das Aussehen der eigenen Spielfigur), Custom Walls (Wände, denen man im Spiel ausweichen sollte) oder Custom Saber (die Laserschwerter, mit denen man die Blöcke durchschlagen sollte). Performance-Mods verringern beispielsweise die Anzahl der Partikel im Raum oder regeln Auslösungen runter.

## Rezeption
Die Kritiken der internationalen Fachpresse waren mehrheitlich positiv. Nach dem Erscheinen im Early Access Anfang Mai 2018 war Beat Saber innerhalb einer Woche das bestbewertete Spiel auf der Plattform Steam. Besonders betont wird die Einfachheit des Spielprinzips, welches auch von ungeübten Spielern schnell erfasst und umgesetzt werden kann. Weiterhin wird die starke Motivation, immer neue Punkterekorde aufzustellen, als treibender Faktor beschrieben, der den Spieler mitunter in einen Trance-ähnlichen Flow befördern könne. Als Kritikpunkt wird die geringe Songauswahl in der Grundversion angeführt.

„Fazit: »Vom Interface über die Grafik bis hin zu den Feinheiten der Spielmechanik: Beat Saber wirkt reif, rund und spielt sich makellos.«“

„Fazit: » Beat Saber fetzt! Das liegt trotz oder gerade wegen der simplen Mechanik vor allem am großartigen Spielgefühl in Kombination mit den tollen Songs, die nahezu perfekt auf die Action und mitunter schweißtreibenden Choreographien zugeschnitten sind. Gerade in höheren Schwierigkeitsgraden wird man ordentlich gefordert und das Streben nach Perfektion sowie der Kampf um Plätze auf der Online-Bestenliste sorgen zunächst für ausreichende Motivation.«“

„Fazit: »Kurz hatte ich Angst, den Kauf von Beat Saber schnell zu bereuen – nur so wenige Lieder, das kann ja gar nicht lange motivieren. Die Sorge war unberechtigt: Die Lieder spielen sich auf den verschiedenen Schwierigkeitsgraden sehr unterschiedlich, die Highscorehatz im Freundeskreis funktioniert perfekt und im trance-ähnlichen Spielflow bleibt eh wenig Zeit um sich gelangweilt zu fühlen.«“

## Auszeichnungen
- Steam Awards 2019 in der Kategorie VR-Spiel des Jahres[19]

## Kurioses
Bei hohem Schwierigkeitsgrad sind sehr schnelle Bewegungen erforderlich. SteamVR-Hersteller Valve gab ein Update für sein Produkt heraus, weil geübte Spieler von den Entwicklern angenommene Grenzen überschritten.